# بيت البروي (الحيمة الخارجية)

تعديل مصدري - تعديل

بيت البروي هي إحدى قرى عزلة بني بجير بمديرية الحيمة الخارجية التابعة لمحافظة صنعاء، بلغ تعداد سكانها 242 نسمة حسب تعداد اليمن لعام 2004.